# Aprostocetus margiventrosus
Aprostocetus margiventrosus är en stekelart som beskrevs av Boucek 1988. Aprostocetus margiventrosus ingår i släktet Aprostocetus och familjen finglanssteklar. Inga underarter finns listade i Catalogue of Life.